# Бірюков Костянтин Олексійович
Бірюко́в Костянти́н Олексі́йович  нар. 1909, м. Тара, Західно-Сибірський край (відтепер Омська область) РФ — архітектор.

## Біографія
Закінчив архітектурний факультет Омського архітектурно-будівельного технікуму в 1931 р., у 1932–1933 рр. заочно навчався у Московському архітектурному інституті. Працював у проектному відділі Нижньоволзького комунпроекту м. Саратова; «Сталінградпроекті» м. Сталінграда (технік-архітектор, архітектор, автор проектів); в управлінні архітектури м. Вінниці (архітектор, автор проектів); «Облпроекті» м. Вінниці (архітектор, головний архітектор проектів).

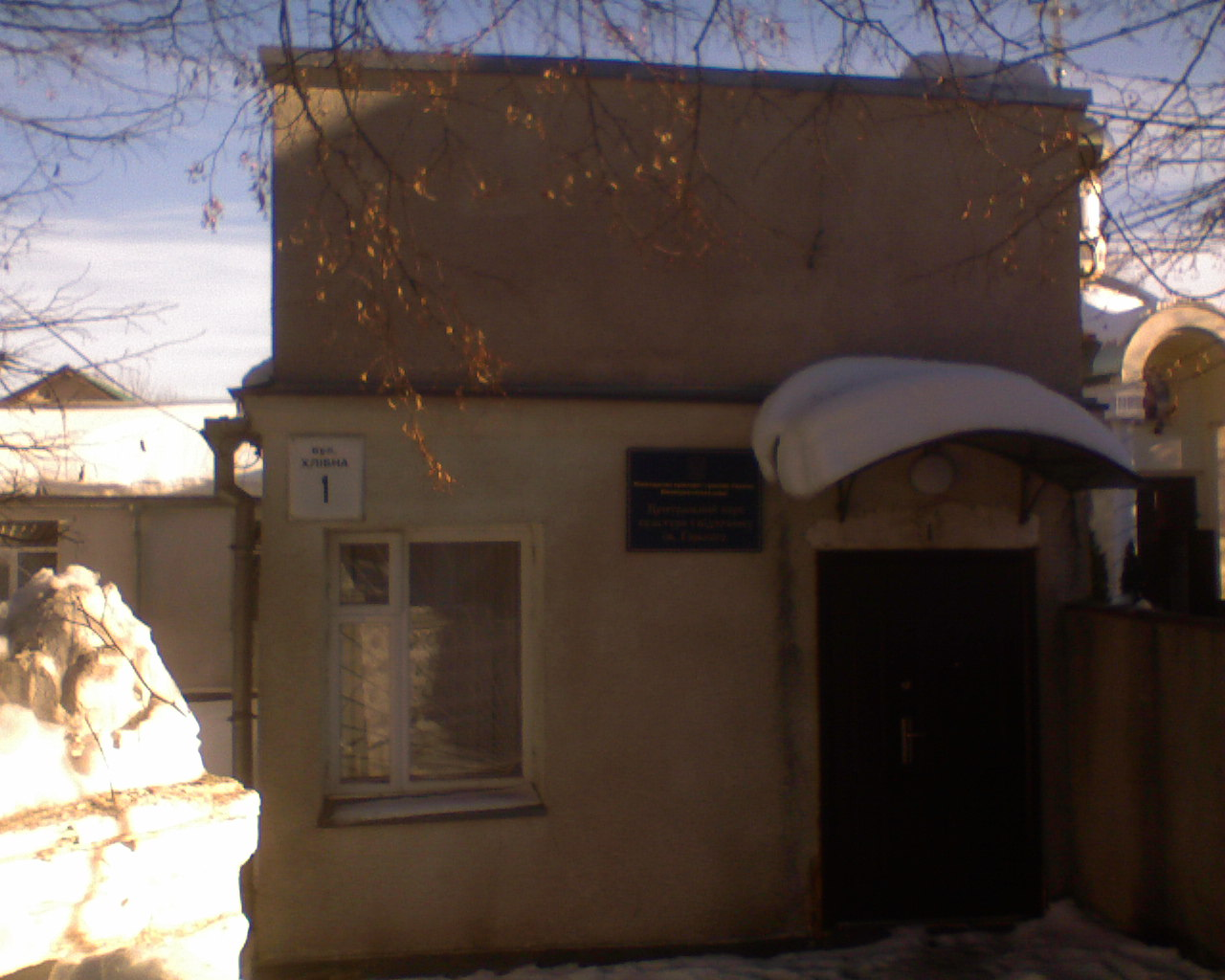
Будинок адміністрації Центрального парку у м. Вінниці

Автор будинку Головного поштамту м. Вінниці, Генерального плану Центрального парку культури та відпочинку ім. Горького (1946) та співавтор проекту Літнього театру в Центральному парку м. Вінниці (1946–1947 рр.).